# 第25回ゴールデンラズベリー賞
第25回ゴールデンラズベリー賞は、第77回アカデミー賞授賞式前日の2005年2月26日にハリウッドのIvar Theatreで発表・授賞式が行われた。例年の部門に加えてゴールデンラズベリー賞創設25周年を記念した「25周年特別最低部門」が特設され、これまで何度も候補に挙がりながら受賞を逃してきた人物を表彰する「25周年最低落選賞」や、「25周年最低ドラマ賞」、「25周年最低コメディ賞」、「25周年最低ミュージカル賞」の4部門が設けられた。授賞式会場のレンタル料は第24回ゴールデンラズベリー賞でベン・アフレックに贈られたトロフィーから捻出された。
授賞式には『キャットウーマン』に主演したハル・ベリーと、脚本のマイケル・フェリスが出席。受賞スピーチの際、ベリーは「夢じゃないの!?信じられない!」と涙ながらに登場すると、皮肉たっぷりの内容で作品スタッフや周囲の人々に対して興奮気味に謝辞を述べ、自身がオスカー主演女優賞を受賞した際のスピーチのセルフパロディを演じた。映画を酷評した評論家たちに対しては、持参していたオスカー像を高々と突き上げ「奪えるものなら、やってみなさい。ここには私の名前が刻まれているのよ」と言ってのけ、また母から教えられた「よき敗者になれないものは、よき勝者にもなれないわ」との言葉を引用して出席者たちから大喝采がおくられた。
マイケル・ムーアがブッシュ政権を批判したドキュメンタリー作品『華氏911』に対しては、そのブッシュ大統領ら登場した政治家に「最低」賞を与える事で、作品への賞賛と政権批判を行っている。

## 受賞とノミネートの一覧
受賞は太字、それ以外はノミネートである。

### 最低作品賞
- アレキサンダー
- キャットウーマン
- w:SuperBabies: Baby Geniuses 2
- 恋のクリスマス大作戦
- 最凶女装計画

### 最低男優賞
- ヴィン・ディーゼル - リディック
- ジョージ・W・ブッシュ - 華氏911
- ベン・アフレック - 世界で一番パパが好き!、恋のクリスマス大作戦
- コリン・ファレル - アレキサンダー
- ベン・スティラー - ポリーmy love、俺たちニュースキャスター、ドッジボール、隣のリッチマン、スタスキー&ハッチ

### 最低女優賞
- ヒラリー・ダフ - シンデレラ・ストーリー
- ハル・ベリー - キャットウーマン
- アンジェリーナ・ジョリー - アレキサンダー、テイキング・ライブス
- メアリー＝ケイト & アシュレー・オルセン - ニューヨーク・ミニット
- ショーン & マーロン・ウェイアンズ<ウェイアンズ"姉妹"> - 最凶女装計画

### 最低助演男優賞
- ヴァル・キルマー - アレキサンダー
- アーノルド・シュワルツェネッガー - 80デイズ
- ドナルド・ラムズフェルド - 華氏911
- ジョン・ヴォイト - SuperBabies: Baby Geniuses 2
- ランベール・ウィルソン - キャットウーマン

### 最低助演女優賞
- カルメン・エレクトラ - スタスキー&ハッチ
- ジェニファー・ロペス - 世界で一番パパが好き!
- コンドリーザ・ライス - 華氏911
- ブリトニー・スピアーズ - 華氏911
- シャロン・ストーン - キャットウーマン

### 最低スクリーンカップル賞
- ベン・アフレック & ジェニファー・ロペスもしくはリヴ・タイラー - 世界で一番パパが好き!
- ハル・ベリー & ベンジャミン・ブラットもしくはシャロン・ストーン - キャットウーマン
- ジョージ・W・ブッシュ & コンドリーザ・ライス、絵本『The Pet Goat』 - 華氏911
- メアリー=ケイト & アシュレー・オルセン - ニューヨーク・ミニット
- ショーン & マーロン・ウェイアンズ - 最凶女装計画

### 最低監督賞
- ボブ・クラーク - SuperBabies: Baby Geniuses 2
- レニー・ハーリンとポール・シュレイダーのどちらか - エクソシスト ビギニング
- ピトフ - キャットウーマン
- オリバー・ストーン - アレキサンダー
- キーネン・アイヴォリー・ウェイアンズ - 最凶女装計画

### 最低脚本賞
- アレキサンダー - オリバー・ストーン、クリストファー・カイル、レータ・カログリディス
- キャットウーマン - テレサ・レベック、ジョン・ブランカート & マイケル・フェリス、ジョン・ロジャース
- SuperBabies: Baby Geniuses 2 - スティーブン・ポール、グレゴリー・ポッペン
- 恋のクリスマス大作戦 - デボラ・カプラン、ハリー・エルフォント、ジェフリー・ヴェンティミリア、ジョシュ・スターニン
- 最凶女装計画 - キーネン・アイヴォリー & ショーン & マーロン・ウェイアンズ、アンディ・マクエルフレッシュ、マイケル・アンソニー、スノーデン、ザビエル・クック

### 最低リメイク及び続編賞
- エイリアンVSプレデター
- アナコンダ2
- 80デイズ
- エクソシスト ビギニング
- スクービー・ドゥー2 モンスターパニック

### 25周年最低落選賞
- キム・ベイシンガー（合計6候補）
- アンジェリーナ・ジョリー（合計7候補）
- ライアン・オニール（合計6候補）
- キアヌ・リーブス（合計8候補）
- アーノルド・シュワルツェネッガー（合計9候補）

### 25周年最低ドラマ賞
- バトルフィールド・アース（2000年）
- The Lonely Lady （1983年）
- 愛と憎しみの伝説（1981年）
- ショーガール（1995年）
- スウェプト・アウェイ（2002年）

### 25周年最低コメディ賞
- プルート・ナッシュ（2002年）
- ハットしてキャット（2003年）
- フレディのワイセツな関係（2001年）
- ジーリ（2003年）
- ビル・コスビーのそれ行けレオナルド（1987年）

### 25周年最低ミュージカル賞
- ミュージック・ミュージック（1980年）
- アメリカン・スター（2003年）
- グリッター きらめきの向こうに（2001年）
- クラブ・ラインストーン/今夜は最高!（1984年）
- スパイス・ザ・ムービー（1998年）
- ザナドゥ（1980年）